# Liste der Ministerien in Namibia
Dies ist eine Liste der aktuellen und ehemaligen Ministerien von Namibia nach Ressorts.

## Ministerien
| Ressort                                     | Bezeichnung der Ministerien (Posten) nach Kabinett                                                    | Bezeichnung der Ministerien (Posten) nach Kabinett                                                    | Bezeichnung der Ministerien (Posten) nach Kabinett                                                      | Bezeichnung der Ministerien (Posten) nach Kabinett                                                                                | Bezeichnung der Ministerien (Posten) nach Kabinett                                                                                | Bezeichnung der Ministerien (Posten) nach Kabinett                                                           | Bezeichnung der Ministerien (Posten) nach Kabinett                                                                 | Bezeichnung der Ministerien (Posten) nach Kabinett                                                          |
| Ressort                                     | Nujoma I 1990–1995                                                                                    | Nujoma II 1995–2000                                                                                   | Nujoma III 2000–2005                                                                                    | Pohamba I 2005–2010 | Pohamba II 2010–2015 | Geingob I 2015–2020                                                                                          | Geingob II 2020–2024 Mbumba (2024–2025)                                                                            | Nandi-Ndaitwah 2025–                                                                                        |
| ------------------------------------------- | --- | --- | --- | --- | --- | --- | --- | --- |
| Nationale Planung                           | Generaldirektor der Nationalen Planungskommission General Director for National Planning              | Generaldirektor der Nationalen Planungskommission General Director for National Planning              | Generaldirektor der Nationalen Planungskommission General Director for National Planning                | Generaldirektor der Nationalen Planungskommission General Director for National Planning                                          | Generaldirektor der Nationalen Planungskommission General Director for National Planning                                          | Präsidialminister für Nationale Planung Minister in Presidency for National Planning                         | Generaldirektor der Nationalen Planungskommission General Director for National Planning                           | Generaldirektor der Nationalen Planungskommission General Director for National Planning                    |
| Präsidentschaftsangelegenheiten             | | | | Minister ohne Geschäftsbereich Minister without Portfolio                                                                         | | Minister für Präsidentschaftsangelegenheiten Minister of Presidential Affairs                                | Minister für Präsidentschaftsangelegenheiten Minister of Presidential Affairs                                      | |
| Äußeres                                     | Äußere Angelegenheiten Foreign Affairs                                                                | Äußere Angelegenheiten Foreign Affairs                                                                | Äußere Angelegenheiten Foreign Affairs                                                                  | Äußere Angelegenheiten Foreign Affairs                                                                                            | Äußere Angelegenheiten Foreign Affairs                                                                                            | Internationale Zusammenarbeit und Kooperation International Relations & Cooperation                          | Internationale Zusammenarbeit und Kooperation International Relations & Cooperation                                | Internationale Zusammenarbeit und Handel International Relations & Trade                                    |
| Finanzen                                    | Finanzen Finance                                                                                      | Finanzen Finance                                                                                      | Finanzen Finance                                                                                        | Finanzen Finance | Finanzen Finance | Finanzen Finance                                                                                             | Finanzen und Staatsunternehmen Finance & Public Enterprises (seit Ende 2022)                                       | Finanzen, inkl. soziale Zuwendungen Finance                                                                 |
| Verteidigung                                | Verteidigung Defence                                                                                  | Verteidigung Defence                                                                                  | Verteidigung Defence                                                                                    | Verteidigung Defence | Verteidigung Defence | Verteidigung Defence                                                                                         | Verteidigung Defence                                                                                               | Verteidigung Defence                                                                                        |
| Inneres                                     | Inneres und Einwanderung Ministry of Home Affairs and Immigration                                     | Inneres und Einwanderung Ministry of Home Affairs and Immigration                                     | Inneres und Einwanderung Ministry of Home Affairs and Immigration                                       | Inneres und Einwanderung Ministry of Home Affairs and Immigration                                                                 | Inneres und Einwanderung Ministry of Home Affairs and Immigration                                                                 | Inneres und Einwanderung Ministry of Home Affairs and Immigration                                            | Inneres, Einwanderung und Sicherheit Ministry of Home Affairs, Immigration, Safety and Security                    | Inneres, Einwanderung und Sicherheit Ministry of Home Affairs, Immigration, Safety and Security             |
| Bildung                                     | Höhere Bildung Higher Education                                                                       | Höhere Bildung Higher Education                                                                       | Höhere Bildung, Training und Arbeitsplatzbeschaffung Higher Education, Training and Employment Creation | Bildung Education | Bildung Education | Höhere Bildung, Training und Innovation Higher Education, Training and Innovation                            | Höhere Bildung, Training und Innovation Higher Education, Training and Innovation                                  | Bildung, Innovation, Jugend, Sport, Kunst und Kultur Education, Innovation, Youth, Sports, Arts and Culture |
| Bildung                                     | Ministerium für Grundbildung und Kultur (Sport) Basic Education and Culture (Sport)                   | Ministerium für Grundbildung und Kultur (Sport) Basic Education and Culture (Sport)                   | Ministerium für Grundbildung und Kultur (Sport) Basic Education and Culture (Sport)                     | Bildung Education | Bildung Education | Bildung, Kunst und Kultur Education, Arts & Culture                                                          | Bildung, Kunst und Kultur Education, Arts & Culture                                                                | Bildung, Innovation, Jugend, Sport, Kunst und Kultur Education, Innovation, Youth, Sports, Arts and Culture |
| Wirtschaft                                  | Handel und Industrie Trade & Industry                                                                 | Handel und Industrie Trade & Industry                                                                 | Handel und Industrie Trade & Industry                                                                   | Handel und Industrie Trade & Industry                                                                                             | Handel und Industrie Trade & Industry                                                                                             | Industrialisierung, Handel und KMU-Entwicklung Industrialization, Trade and SME Development                  | Industrialisierung und Handel Industrialization and Trade                                                          | Teil von Internationale Zusammenarbeit bzw. Bergbau und Energie                                             |
| Lokalentwicklung                            | Landwirtschaft, Wasser und ländliche Entwicklung Ministry of Agriculture, Water and Rural Development | Landwirtschaft, Wasser und ländliche Entwicklung Ministry of Agriculture, Water and Rural Development | Landwirtschaft, Wasser und ländliche Entwicklung Ministry of Agriculture, Water and Rural Development   | Regionale und lokale Verwaltung, Behausung und ländliche Entwicklung Regional and Local Government, Housing and Rural Development | Regionale und lokale Verwaltung, Behausung und ländliche Entwicklung Regional and Local Government, Housing and Rural Development | Städtische und ländliche Entwicklung Urban and Rural Development                                             | Städtische und ländliche Entwicklung Urban and Rural Development                                                   | Städtische und ländliche Entwicklung Urban and Rural Development                                            |
| Sozialwohlfahrt                             | Arbeit und Soziales Labour and Social Welfare                                                         | Arbeit und Soziales Labour and Social Welfare                                                         | Arbeit und Soziales Labour and Social Welfare                                                           | Arbeit und Soziales Labour and Social Welfare                                                                                     | Arbeit und Soziales Labour and Social Welfare                                                                                     | Armutsbekämpfung und soziale Wohlfahrt Poverty Eradication and Social Welfare                                | Gleichberechtigung, Armutsbekämpfung und soziale Wohlfahrt Gender Equality, Poverty Eradication and Social Welfare | Teil von Finanzen                                                                                           |
| Armutsbekämpfung                            | | | | | | Armutsbekämpfung und soziale Wohlfahrt Poverty Eradication and Social Welfare                                | Gleichberechtigung, Armutsbekämpfung und soziale Wohlfahrt Gender Equality, Poverty Eradication and Social Welfare | |
| Gleichberechtigung und Kinderwohlfahrt      | Gleichberechtigung und Kinderwohlfahrt Gender Equality and Child Welfare                              | Gleichberechtigung und Kinderwohlfahrt Gender Equality and Child Welfare                              | Gleichberechtigung und Kinderwohlfahrt Gender Equality and Child Welfare                                | Gleichberechtigung und Kinderwohlfahrt Gender Equality and Child Welfare                                                          | Gleichberechtigung und Kinderwohlfahrt Gender Equality and Child Welfare                                                          | Gleichberechtigung und Kinderwohlfahrt Gender Equality and Child Welfare                                     | Gleichberechtigung und Kinderwohlfahrt Gender Equality and Child Welfare                                           | |
| Arbeit                                      | Arbeit Labour                                                                                         | Arbeit Labour                                                                                         | Arbeit Labour                                                                                           | Arbeit und Soziales Labour and Social Welfare                                                                                     | Arbeit und Soziales Labour and Social Welfare                                                                                     | Arbeit, Arbeitsbeziehungen und Arbeitsplatzsbeschaffung Labour, Industrial Relations and Employment Creation | Arbeit, Arbeitsbeziehungen und Arbeitsplatzsbeschaffung Labour, Industrial Relations and Employment Creation       | Teil von Justiz                                                                                             |
| Gesundheit                                  | Gesundheit und Soziale Dienste Health and Social Services                                             | Gesundheit und Soziale Dienste Health and Social Services                                             | Gesundheit und Soziale Dienste Health and Social Services                                               | Gesundheit und Soziale Dienste Health and Social Services                                                                         | Gesundheit und Soziale Dienste Health and Social Services                                                                         | Gesundheit und Soziale Dienste Health and Social Services                                                    | Gesundheit und Soziale Dienste Health and Social Services                                                          | Gesundheit und Soziale Dienste Health and Social Services                                                   |
| Staatsunternehmen                           | | | | | | Staatsunternehmen (nur bis 2022) Public Enterprises                                                          | Staatsunternehmen (nur bis 2022) Public Enterprises                                                                | |
| Öffentliche Arbeiten                        | Öffentliche Arbeiten und Verkehr Works and Transport                                                  | Öffentliche Arbeiten und Verkehr Works and Transport                                                  | Öffentliche Arbeiten und Verkehr Works and Transport                                                    | Öffentliche Arbeiten und Verkehr Works and Transport                                                                              | Öffentliche Arbeiten und Verkehr Works and Transport                                                                              | Öffentliche Arbeiten und Verkehr Works and Transport                                                         | Öffentliche Arbeiten und Verkehr Works and Transport                                                               | Öffentliche Arbeiten und Verkehr Works and Transport                                                        |
| Sicherheit                                  | Gefängnisse und Strafvollzug Prisons and Correctional Services                                        | Gefängnisse und Strafvollzug Prisons and Correctional Services                                        | Gefängnisse und Strafvollzug Prisons and Correctional Services                                          | Sicherheit Safety and Security | Sicherheit Safety and Security | Sicherheit Safety and Security                                                                               | | |
| Justizvollzug                               | Gefängnisse und Strafvollzug Prisons and Correctional Services                                        | Gefängnisse und Strafvollzug Prisons and Correctional Services                                        | Gefängnisse und Strafvollzug Prisons and Correctional Services                                          | Sicherheit Safety and Security | Sicherheit Safety and Security | Sicherheit Safety and Security                                                                               | | |
| Land-, Wasser- und Forstwirtschaft          | Landwirtschaft, Wasser und ländliche Entwicklung Agriculture, Water and Rural Development             | Landwirtschaft, Wasser und ländliche Entwicklung Agriculture, Water and Rural Development             | Landwirtschaft, Wasser und ländliche Entwicklung Agriculture, Water and Rural Development               | Landwirtschaft, Wasser und Forstwirtschaft Agriculture, Water and Forestry                                                        | Landwirtschaft, Wasser und Forstwirtschaft Agriculture, Water and Forestry                                                        | Landwirtschaft, Wasser und Forstwirtschaft Agriculture, Water and Forestry                                   | Land-, Wasserwirtschaft und Landreform Agriculture, Water and Land Reform                                          | Landwirtschaft, Fischerei, Wasser und Landreform Agriculture, Fisheries, Water and Land Reform              |
| Landfragen                                  | Ländereien, Umsiedlung und Rehabilitation Lands, Resettlement and Rehabilitation                      | Ländereien, Umsiedlung und Rehabilitation Lands, Resettlement and Rehabilitation                      | Ländereien, Umsiedlung und Rehabilitation Lands, Resettlement and Rehabilitation                        | Ländereien und Umsiedlung Lands and Resettlement                                                                                  | Ländereien und Umsiedlung Lands and Resettlement                                                                                  | Landreform Land Reform                                                                                       | Land-, Wasserwirtschaft und Landreform Agriculture, Water and Land Reform                                          | Landwirtschaft, Fischerei, Wasser und Landreform Agriculture, Fisheries, Water and Land Reform              |
| Informationen und Kommunikationstechnologie | Öffentliche Arbeiten, Verkehr und Kommunikation Works, Transport and Communication                    | Information und Rundfunk Information & Broadcasting                                                   | Information und Rundfunk Information & Broadcasting                                                     | Äußere Angelegenheiten | Information und Kommunikationstechnologie Ministry of Information and Communication Technology                                    | Information und Kommunikationstechnologie Ministry of Information and Communication Technology               | Information und Kommunikationstechnologie Ministry of Information and Communication Technology                     | Information und Kommunikationstechnologie Ministry of Information and Communication Technology              |
| Justiz                                      | Justiz Justice                                                                                        | Justiz Justice                                                                                        | Justiz Justice                                                                                          | Justiz Justice | Justiz Justice | Justiz Justice                                                                                               | Justiz Justice | Justiz und Arbeit Justice & Labour Relations                                                                |
| Fischerei und Meeresressourcen              | Fischerei und Meeresressourcen Fisheries and Marine Resources                                         | Fischerei und Meeresressourcen Fisheries and Marine Resources                                         | Fischerei und Meeresressourcen Fisheries and Marine Resources                                           | Fischerei und Meeresressourcen Fisheries and Marine Resources                                                                     | Fischerei und Meeresressourcen Fisheries and Marine Resources                                                                     | Fischerei und Meeresressourcen Fisheries and Marine Resources                                                | Fischerei und Meeresressourcen Fisheries and Marine Resources                                                      | Teil von Landwirtschaft                                                                                     |
| Bergbau und Energie                         | Bergbau und Energie Mines and Energy                                                                  | Bergbau und Energie Mines and Energy                                                                  | Bergbau und Energie Mines and Energy                                                                    | Bergbau und Energie Mines and Energy                                                                                              | Bergbau und Energie Mines and Energy                                                                                              | Bergbau und Energie Mines and Energy                                                                         | Bergbau und Energie Mines and Energy                                                                               | Industrialisierung, Bergbau & Energie Industrialization, Mines and Energy                                   |
| Umwelt und Tourismus                        | Umwelt und Tourismus Environment and Tourism                                                          | Umwelt und Tourismus Environment and Tourism                                                          | Umwelt und Tourismus Environment and Tourism                                                            | Umwelt und Tourismus Environment and Tourism                                                                                      | Umwelt und Tourismus Environment and Tourism                                                                                      | Umwelt und Tourismus Environment and Tourism                                                                 | Umwelt, Tourismus und Forstwirtschaft Environment, Tourism and Forestry                                            | Umwelt, Tourismus und Forstwirtschaft Environment, Tourism and Forestry                                     |
| Jugend, Nationaldienste und Sport           | Grundbildung, Sport und Kultur Ministry of Basic Education and Culture                                | Jugend, Nationaldienste, Sport und Kultur Youth, National Services, Sport and Culture                 | Jugend, Nationaldienste, Sport und Kultur Youth, National Services, Sport and Culture                   | Jugend, Nationaldienste, Sport und Kultur Youth, National Services, Sport and Culture                                             | Jugend, Nationaldienste, Sport und Kultur Youth, National Services, Sport and Culture                                             | Ministerium für Jugend, Nationaldienste und Sport Youth, National Services and Sport                         | Ministerium für Jugend, Nationaldienste und Sport Youth, National Services and Sport                               | Teil von Bildung                                                                                            |
| Kunst und Kultur                            | Grundbildung, Sport und Kultur Ministry of Basic Education and Culture                                | Jugend, Nationaldienste, Sport und Kultur Youth, National Services, Sport and Culture                 | Jugend, Nationaldienste, Sport und Kultur Youth, National Services, Sport and Culture                   | Jugend, Nationaldienste, Sport und Kultur Youth, National Services, Sport and Culture                                             | Jugend, Nationaldienste, Sport und Kultur Youth, National Services, Sport and Culture                                             | Bildung, Kunst und Kultur Education, Arts & Culture                                                          | Bildung, Kunst und Kultur Education, Arts & Culture                                                                | Teil von Bildung                                                                                            |
| Veteranen                                   | | | | Veteranen Veteran Affairs | Veteranen Veteran Affairs | dem Büro des Vizepräsidenten angegliedert                                                                    | Verteidigung und Veteranen Defence and Veteran Affairs                                                             | Verteidigung und Veteranen Defence and Veteran Affairs                                                      |